# Kleef (stad)
Kleef (Kleverlands: Kleef, Duits: Kleve) is een gemeente en hoofdstad van Kreis Kleve in het westen van de Duitse deelstaat Noordrijn-Westfalen, tien kilometer ten zuiden van de rivier de Rijn in de Nederrijnse Laagvlakte en niet ver van de Nederlandse grens bij Nijmegen en 's-Heerenberg. Kleef ligt ook tussen de Duitse stad Emmerik en het bosgebied Reichswald.
De stad ligt op de helling van de Nederrijnse Heuvelrug, een stuwwal uit de ijstijd. Deze stuwwal begrenst het rivierterras van de Rijn. Het centrum van Kleef is heuvelachtig met een hooggelegen burcht. De naam van de stad valt te herleiden tot het Middelnederlandse woord clef of clif (klif).
De gemeente Kleef telt 52.359 inwoners (31 december 2020) op een oppervlakte van 97,79 km². De stad kreeg in 1242 stadsrechten. Het plaatselijke stadsdialect is het Kleefs, dat tot het Kleverlands behoort.

## Stadsdelen
De Stadt Kleef bestaat uit de volgende wijken en kernen (Duits: Ortsteile) (inwonertallen per 31-12-2015 tussen haakjes):
- Kleef (22.643), de binnenstad;
- Materborn (10.959) en Reichswalde (2.481), tezamen de bovenstad vormend, die gelegen is op de eindmorene uit de laatste ijstijd. Rondom de bovenstad ligt het Reichswald, dat met de gedeeltes die tot de aangrenzende gemeentes Bedburg-Hau en Kranenburg behoren, met 5.200 hectare het grootste samenhangende staatsbosgebied van Noordrijn-Westfalen is;
- Kellen (7.566) en Rindern (2.706), tezamen de benedenstad vormend;
- De landelijk gelegen dorpen: 
  - Bimmen (149)
  - Brienen (333)
  - Donsbrüggen (1.526)
  - Düffelward (616)
  - Griethausen (1.246)
  - Keeken (718)
  - Schenkenschanz (102), een voormalige stelling op het schiereiland Salmorth, dat gelegen is tussen Rijn en de Griethauser Altrhein.

Alle dorpen bevinden zich in het poldergebied tussen de stad Kleef en de Rijn en maken een fors deel uit van het grensoverschrijdende natuurgebied de Gelderse Poort.

## Geschiedenis

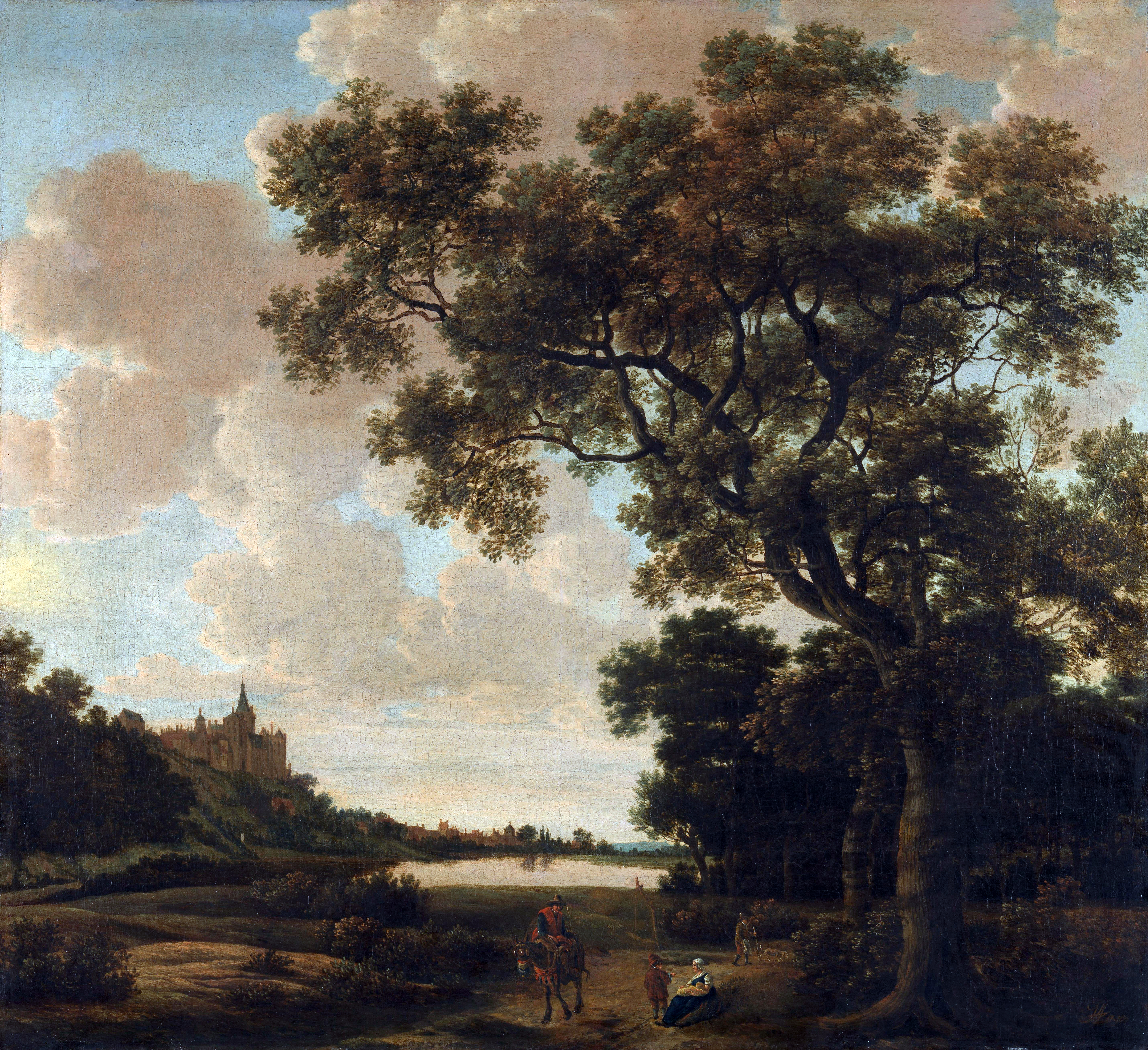
Landschap met de Zwanenburcht te Kleef

### Bestuurlijke indeling
- 1417-1609 Hertogdom Kleef, delen van de kreis vielen onder Gelre
- 1609-1629 Brandenburg
- 1629-1672 Bezet door het Staatse leger. de facto onderdeel van de Republiek der Zeven Verenigde Nederlanden
- 1666-1701 Brandenburg
- 1701-1795 Pruisen, Klevischer Kreis
- 1794-1813 Eerste Franse Keizerrijk, Roerdepartement, arrondissement Kleve, kanton Kleve
- 1813/15 Pruisen, Provincie Gulik-Kleef-Berg
- 1815 Regierungsbezirk Kleve, Kreis Kleve
- 1822 Regierungsbezirk Düsseldorf, Kreis Kleve

De Stad Kleef bestaat uit de volgende wijken en kernen Ortsteile:
- Materborn en Reichswalde, tezamen de bovenstad vormend die gelegen is op de eindmorene uit de laatste ijstijd. Rondom de bovenstad ligt het Reichswald, dat met de gedeeltes die tot de aangrenzende gemeentes Bedburg-Hau en Kranenburg behoren, met 5200 hectare het grootste samenhangende staatsbosgebied van Noordrijn-Westfalen is.
- Kellen en Rindern, tezamen de benedenstad vormend,
- De landelijk gelegen dorpen Bimmen, Brienen, Donsbrüggen, Düffelward, Griethausen, Keeken en Schenkenschanz, een voormalige stelling op het schiereiland Salmorth, dat gelegen is tussen Rijn en de Griethauser Altrhein. Alle dorpen bevinden zich in het poldergebied tussen Kleve en Rijn en maken een fors deel uit van het grensoverschrijdende natuurgebied de Gelderse Poort.

## Kleefse tuinen

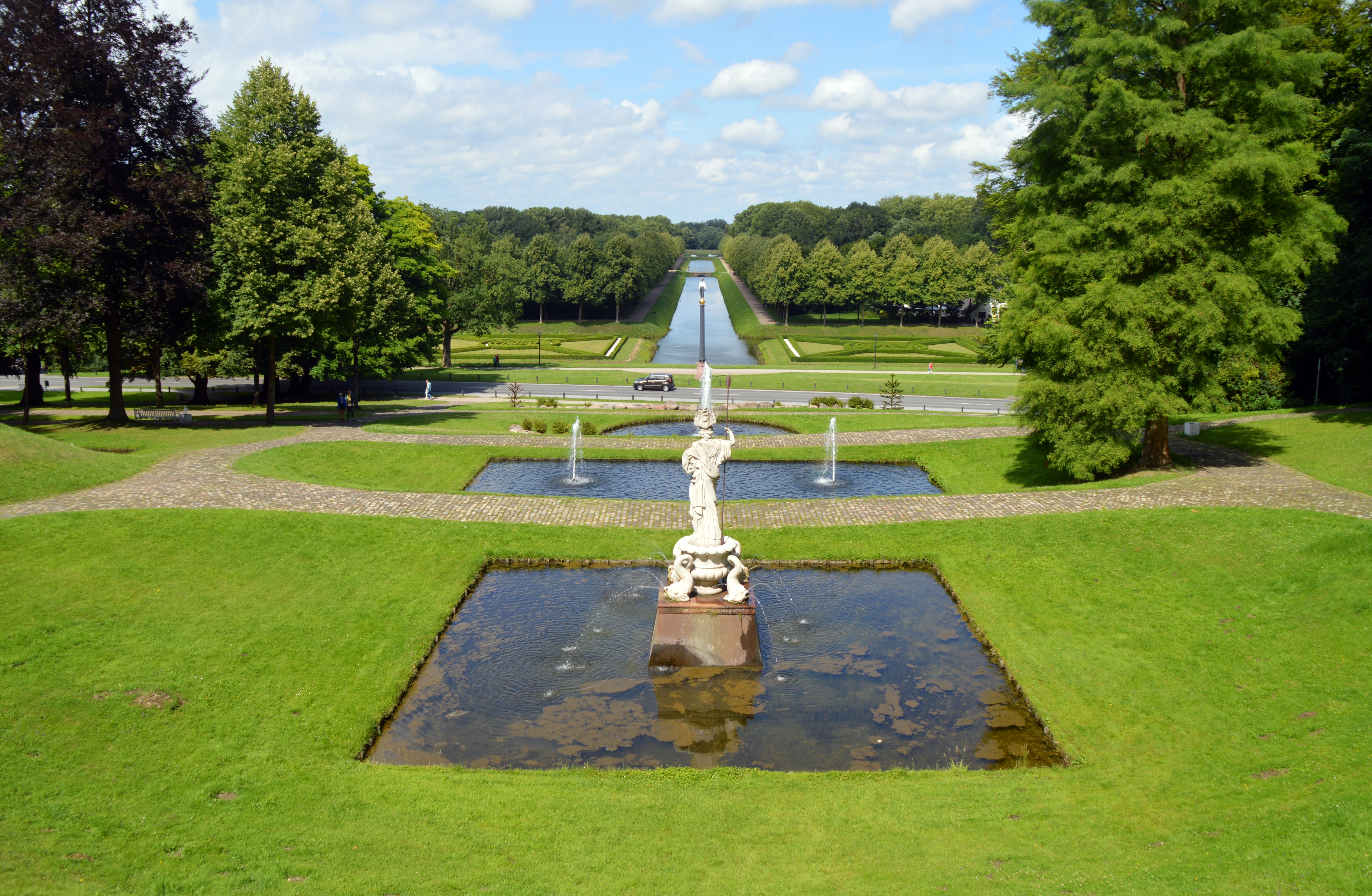
Beeld van Pallas Athena, een geschenk van de stad Amsterdam in de Neuer Tiergarten

Na het einde van de Tachtigjarige Oorlog, die in 1648 werd bezegeld met de Vrede van Münster, viel er veel werk te verzetten in het gebied van het voormalige hertogdom Kleef, toen in handen van keurvorst Frederik Willem I van Brandenburg. De door hem naar Kleve gehaalde stadhouder Johan Maurits van Nassau-Siegen (1604-1679), vatte het plan, zijn residentiestad Kleef en haar omgeving in een weergaloos parklandschap te herscheppen. Johan Maurits ontving daartoe vanuit Berlijn royale middelen, want Frederik Wilhelm had veel aan hem te danken. Via Johan Maurits had hij in Den Haag Prinses Louise Henriëtte van Oranje leren kennen en nadat het paar huwde, verkoos het de eerste jaren zelfs het kleine Kleve boven Berlijn en in Kleve werden ook de eerste twee (van zes) kinderen van het Pruisische kroonpaar geboren. Een standbeeld van Frederik Willem, bijgenaamd 'de Grote Keurvorst' (onder hem kwam Pruisen immers tot grote bloei en kwamen veel nieuwe gebieden van het huidige Duitsland onder zijn gezag), bevindt zich nabij de Zwanenburcht (Duits: Schwanenburg).
Johan Maurits had voordat hij naar Kleef kwam in Brazilië voor de West-Indische Compagnie moerasgebieden drooggelegd teneinde aldaar grootschalige katoenplantages mogelijk te maken, en aan de Braziliaanse kust tevens Mauritsstad gesticht, het latere Recife.
Teruggekomen in Den Haag liet Johan Maurits een prachtig paleis bouwen, het Mauritshuis. Architect daarvan was Jacob van Campen, die in Amsterdam eerder het Paleis op de Dam had ontworpen. Nadat Johan Maurits dan door de Grote Keurvorst naar Kleve was gehaald, schakelde hij meteen weer Jacob van Campen in. Die liet voor de Neuer Tiergarten als centraal punt op de heuvelrug de Sterreberg verhogen en van daar richtte hij twaalf lanen als zichtassen op bijzondere punten in de wijde omgeving (inclusief Nederland). Aan de voet van de Springenberg valt het Amphitheater het meest in het oog, en als in een klassiek theater vormen terrassen een halfrond in de helling. Iets lager het beeld van Pallas Athena, dat destijds een geschenk van de stad Amsterdam aan Kleef was. De Kleefse tuinen tuinen vormden na hun aanleg onmiddellijk een bron van inspiratie voor Frederik Willem van Brandenburg en zo werd in Berlijn de boulevard Unter den Linden naar de voorbeelden van de Kleefse Nassauer Allee (onderdeel van het Altes Park) en de Lindenallee aangelegd. De Berlijnse dierentuin Zoo werd toen ook aangelegd naar Kleefs voorbeeld. Ook de architecten van de Tuinen van Versailles hebben de Kleefse tuinen als studieobject en inspiratie gebruikt.

### Tweede Wereldoorlog

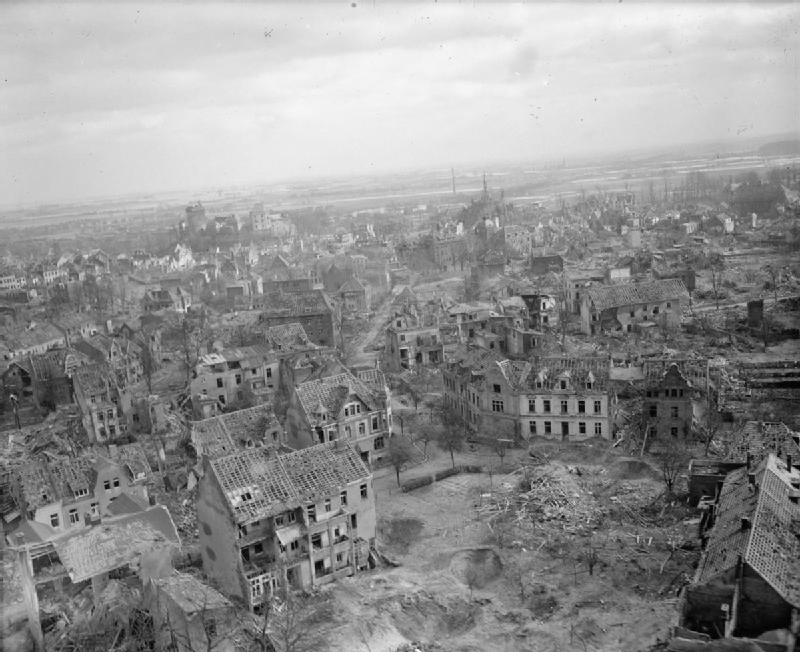
Volledig verwoeste stad Kleve, 1945

Tot 1938 stond er in Kleef een synagoge die tijdens de Kristallnacht (9 op 10 november 1938) volledig werd verwoest. Op de huidige plek is nu een monument te vinden waarmee de slachtoffers van die bewuste nacht worden herdacht. Van de in 1933 tweehonderd leden tellende Joodse gemeenschap zijn vijftig personen gedurende de nazitijd vermoord. De stad werd in de Tweede Wereldoorlog zeer zwaar gebombardeerd (vaak in combinatie met Nijmegen, dat soms voor Kleef werd aangezien). De streek achter Nijmegen, met steden als Kleef en Xanten, was niet nazigezind maar kreeg het zwaar te verduren tijdens de Operatie Veritable, de door de geallieerden geplande opmars naar Duitsland, die begon met de Slag om het Reichswald met zware bombardementen in de grensstreek. Op 7 oktober 1944 vond het grootste bombardement plaats, waarbij de plaats voor tachtig procent werd vernietigd. Precies vier maanden later op 7 februari 1945 volgde de tweede grote luchtaanval op Kleve.

## Topconferenties

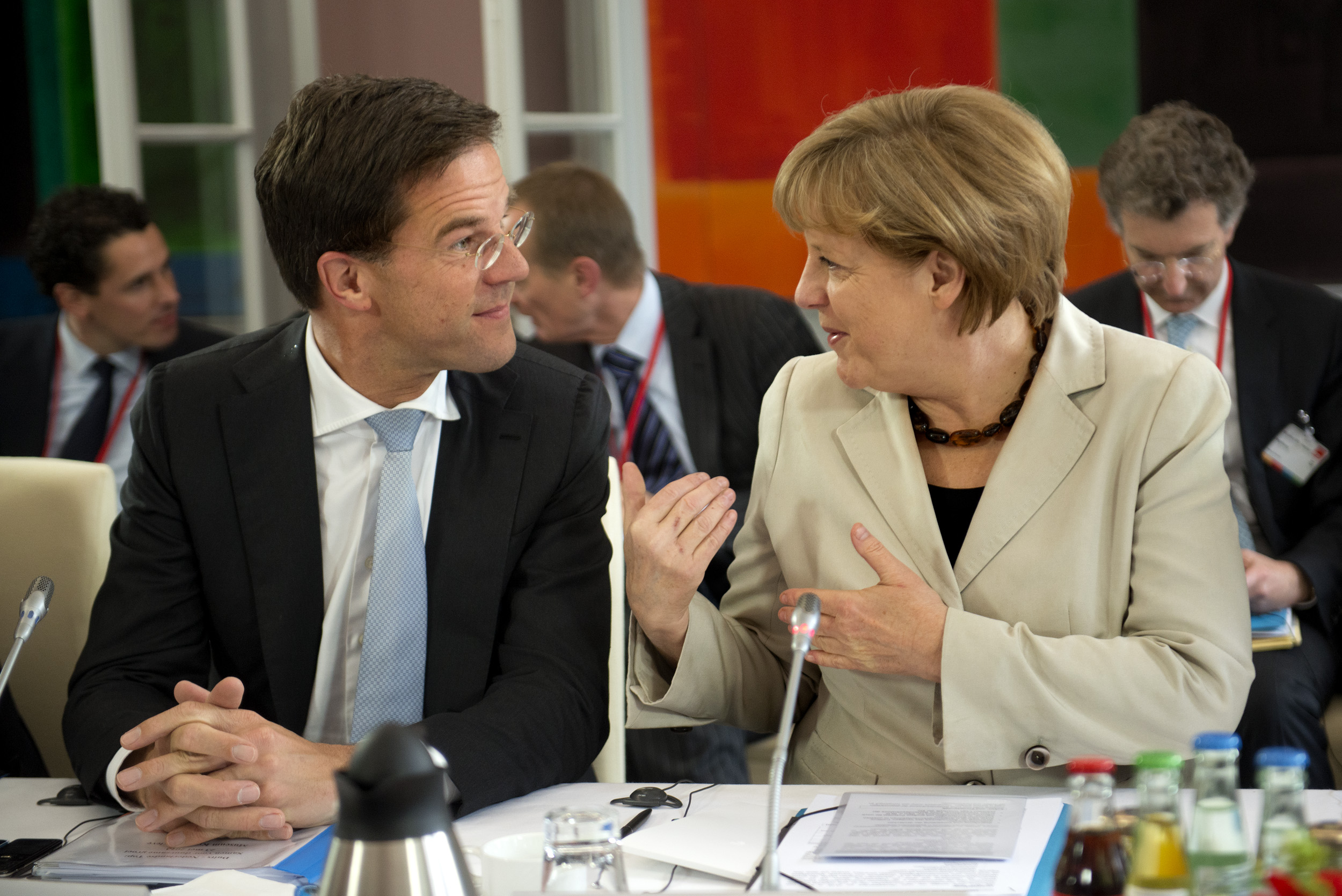
Nederlands-Duits regeringsoverleg in het Kurhaus

De stad was een aantal keer het decor van topontmoetingen. Op 7 juni 1788 troffen koning Frederik Willem II en prins Willem V en prinses Wilhelmina van Pruisen elkaar in Kleef. Op 1 december 1978 hadden Van Agt en bondskanselier Helmut Schmidt een ontmoeting in Haus Koekkoek voorafgaand aan de Europese top in Brussel. Op 23 mei 2013 vond topoverleg plaats in het Kurhaus tussen bondskanselier Angela Merkel en premier Mark Rutte.

## Bezienswaardigheden

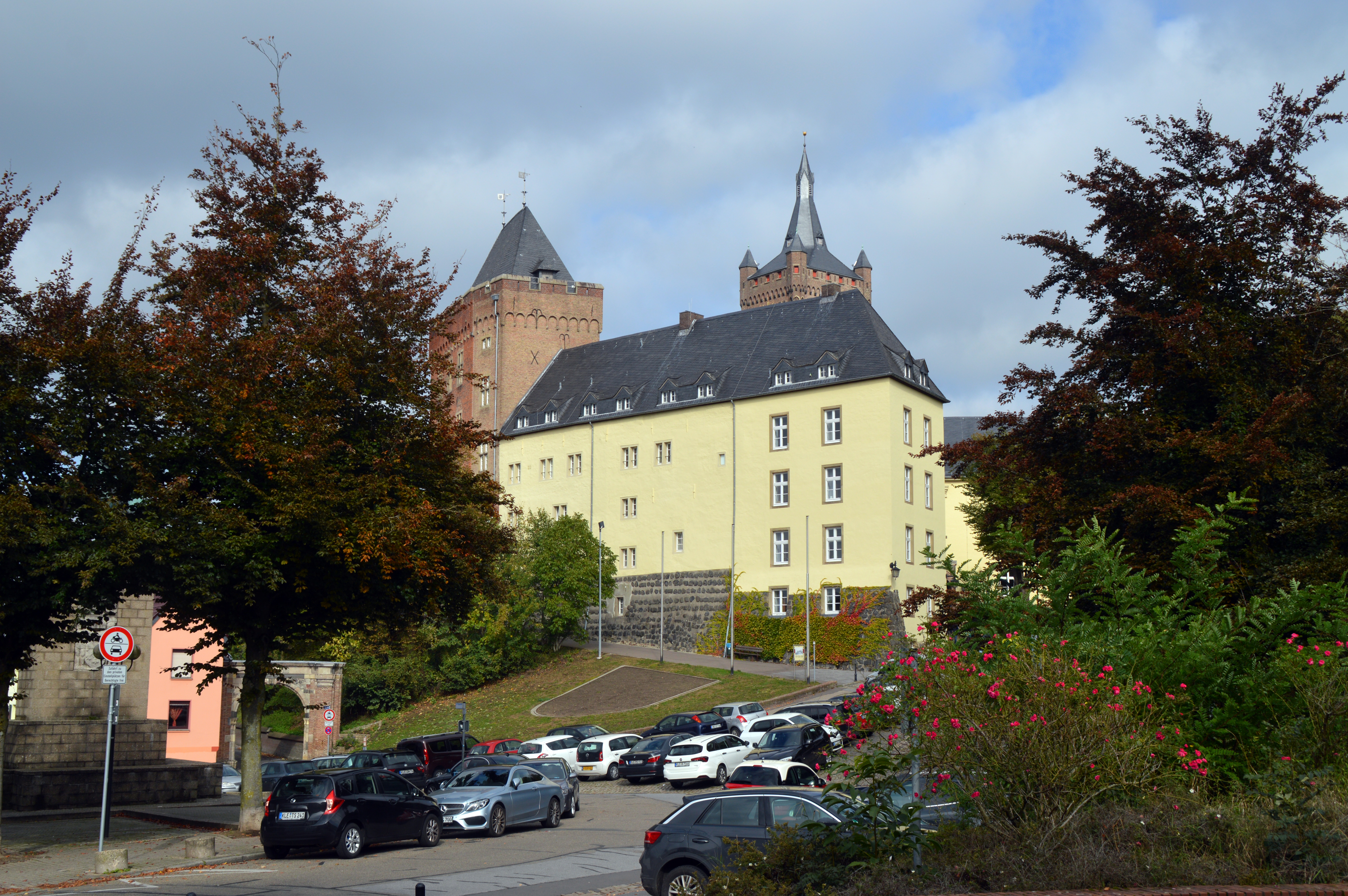
Zwanenburcht

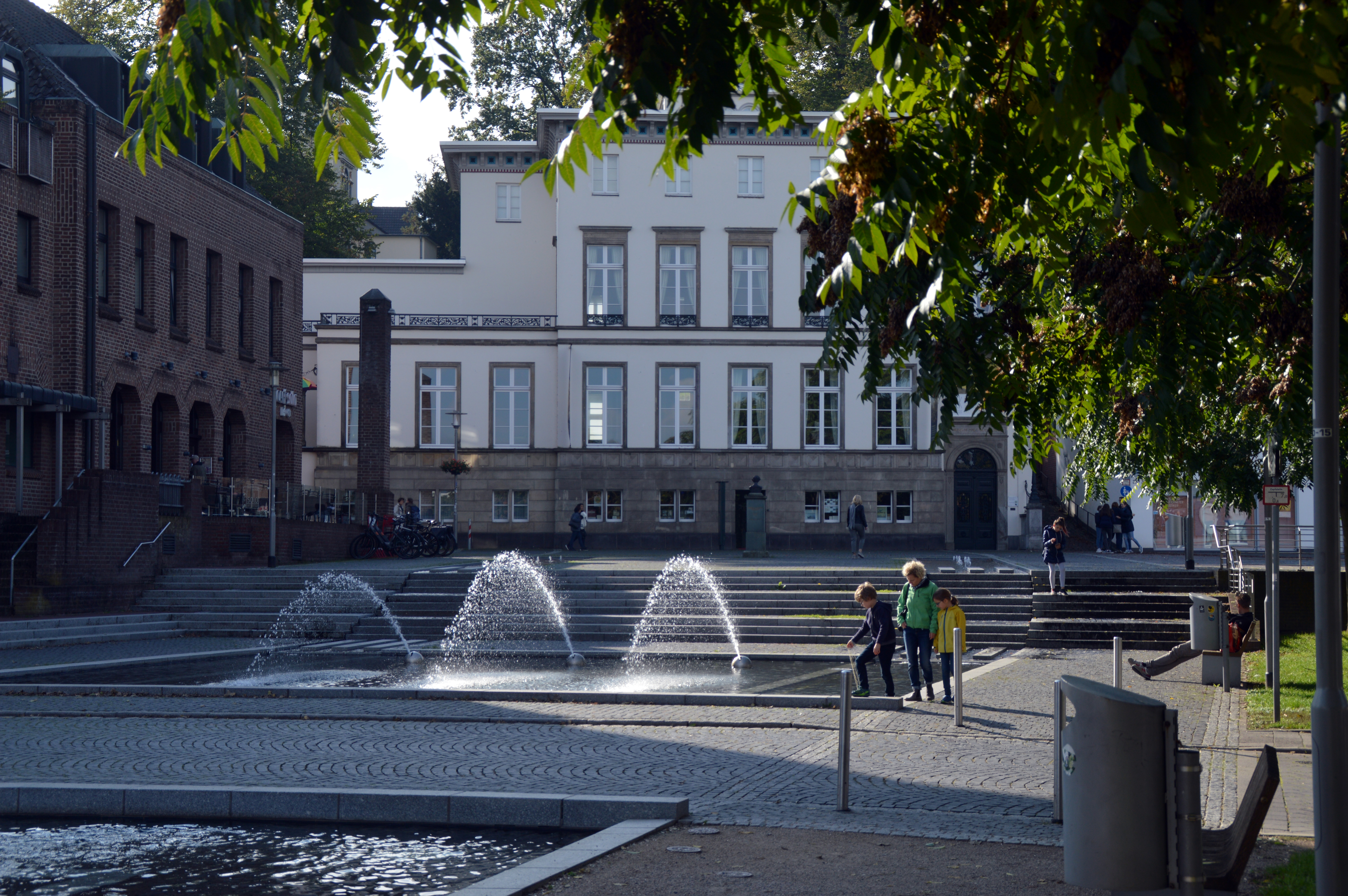
Museum Haus Koekkoek, waar Barend Cornelis Koekkoek woonde en werkte

- Kasteel Schwanenburg, waaraan de sage van de zwaanridder Lohengrin is verbonden.
- Haus Koekkoek: museum met daarin het werk van de Nederlandse schilder Barend Cornelis Koekkoek en van andere leden van de familie Koekkoek. Het plein voor het museum werd in 2009 na een enquête onder de Kleefse burgers in Koekkoeksplein (Koekkoeksplatz) hernoemd.
- Museum Kurhaus Kleef. Tussen 1957 en 1964 had de beeldhouwer Joseph Beuys zijn atelier in enkele van de ruimtes.
- Dierentuin: schuin tegenover het voormalige kuurhotel bevindt zich de Tiergarten. Dit dierenpark heeft voornamelijk oude huisdierrassen en een aantal Europese roofdieren zoals de Euraziatische lynx en roofvogels zoals Laplanduilen. Er lopen ook przewalskipaarden en kamelen er is een bassin met zeehonden.
- De Stiftskerk uit de 14e-16e eeuw.
- De Cupido-zuil aan de Nassauer Allee, een ontwerp van de Kleefse beeldhouwer Dieter von Levetzow.

## Economie
- Toerismestad

De verreweg belangrijkste economische factor in Kleve was vanaf circa 1650 tot aan de verwoestingen van de Tweede Wereldoorlog het internationale toerisme. Kleef kende al de prachtige landschapsparken en had als oude hertogstad een fraaie architectuur met stadsmuren. Nadat in 1741 de mineraalwaterbron in de Springenberg ontdekt werd, groeide Kleef als vanaf dan "Bad Cleve" spoedig uit tot een van de grootschaliger Noord-Europese kuuroorden. Het aan de voet van de Springenberg gebouwde kuurhotel was slechts één van op een gegeven moment bijna 100 hotels. Een aantal daarvan waren Hotel Stirum, Hotel Maywald, Hotel Hof van Holland, Hotel Prinzenhof en Hotel Robbers. In die gouden periode lieten ook Nederlandse welgestelden en industriëlen riante buitenverblijven in Kleef bouwen, in het bijzonder aan de Tiergartenstraße, dat de Neue Garten met de historische stad verbond en aldaar aansloot op het Kavariner Tor.
- Industriestad

Nadat de Duitse Keizer Wilhelm aan het einde van de 19e eeuw forse importbelastingen instelde op (te) concurrerende Nederlandse voedingsmiddelen, vestigden zuivelfabrikant Simon van den Bergh uit Oss en cacaofabrikant Bensdorp uit Amsterdam een productielocatie in Kleef. Daarnaast vestigde de Duitse biscuitfabrikant XOX een nieuwe fabriek in Kleef. Ook ontstond in Kleve autonoom een omvangrijke schoenenindustrie, waarvan het door Gustav Hoffmann geschapen kinderschoenenmerk Elefanten de belangrijkste was. 
Al deze fabrieken zijn in de periode 1975-2005 echter gesloten, maar het bijzondere succes van Van den Bergh in Kleve, vormde de basis voor het mogelijk worden van een fusie van Margarineunie met het Engelse Lever Brothers, waaruit zo in 1928 Unilever ontstond. De omvangrijke voedingsmiddelenindustrie in Kleef vormde tevens een belangrijke factor voor het ontstaan van machinebouw- en verpakkingsbedrijven. Als later groot ereburger van Kleef geldt onder meer Karl Kisters, die als een voormalige ingenieur bij Elefanten machinebouwer KHS stichtte. Ook ontstonden in die sector andere in het heden nog steeds florerende niche players als MKS, Colt, Ipsen en Spectro.
- Winkelstad

Kleef heeft haar positie als koopstad verder uitgebouwd, mede vanwege een gunstige ligging t.o.v. grote bevolkingsconcentraties in Nederland. De lagere Duitse omzetbelasting (Mehrwertsteuer) en het speciale buitenlandgevoel brachten per 2016 voor Kleef het zogenaamde Zentralitätskennziffer, waarin in de inkomende koopkracht wordt afgezet tegen de eigen koopkracht, op 164 punten, en daarmee overigens zelfs het verreweg hoogste cijfer van heel Noordrijn-Westfalen.
- Onderwijsstad

De Hogeschool Rhein-Waal (stichting in 2008, gereedkomen van de campus in 2012) die oorspronkelijk was begroot op ca. 5000 studenten, kende aanvang 2018 al 7200 studenten, waarvan ruim 40% uit het buitenland. Overigens heeft de Hogeschool ook een standplaats in Kamp-Lintfort en ook daar werd een nieuwe campus gerealiseerd. Ongeveer 1/3 deel van de totale studentenpopulatie studeert op die locatie. De hogeschool heeft tevens tot een duidelijke verhoging van de attractiviteit van de Kleefse binnenstad geleid, waarbij al veel meest naoorlogse "schandearchitectuur" (er waren in de volledig verwoeste stad nauwelijks financiële middelen voor mooie herbouw) werd verruild voor wat meer aansprekende nieuwbouw. Ook werd er veel nieuwbouw gerealiseerd als studentenhuisvesting.
- Bestuursstad

Als "hoofdstad" van de Kreis Kleve herbergt Kleef naast de gebruikelijke gemeentelijke voorzieningen talrijke boven-communale voorzieningen, zoals de Kreis bestuur inclusief een omvangrijk ambtelijk apparaat, de rechtbank, een jeugdgevangenis, een belastingkantoor, kantoor voertuigregistratie, een aanmeldingsbureau voor de aanmelding van nieuwe inwoners.

## Openbaar vervoer
Er is vanaf station Kleef een treinverbinding met onder meer Krefeld en Düsseldorf.
Tot 2 juni 1991 reden er treinen op de spoorlijn van Nijmegen via Groesbeek en Kranenburg naar Kleef. Tot 1988 waren er doorgaande verbindingen naar onder meer Keulen. De spoorlijn bleek onrendabel en werd opgeheven. Vlak voor de sluiting werd slechts gereden met een locomotief met één stuurstandrijtuig. De passagiers werden verwezen naar een busdienst, die werd uitgebreid, en wordt gereden door de Duitse vervoersonderneming NIAG. Vanaf 2019 rijdt deze buslijn SB58 elk uur van Nijmegen Heyendaal via Nijmegen-CS, Kranenburg en Kleef door naar Emmerik. In de ochtend- en avondspits rijdt SB58 elke 30 minuten. De bus rijdt tot in de late avonduren. Daarnaast rijden er bussen naar omliggende plaatsen, zoals Millingen aan de Rijn.
Sinds de zomer 2008 is er op het oude treintraject van Kleef naar Groesbeek een draisinelijn opgezet, met een tussenstation in Kranenburg. Vooral zondags kan men met fietsdraisines voor 4 personen en clubdraisines voor maximaal 14 personen de 10 (Kleef-Kranenburg) resp. 5,5 km (Kranenburg-Groesbeek) rijden.
Regelmatig gaan er stemmen op om de spoorlijn naar Nijmegen te reactiveren.

## Wegverkeer
Kleef is over de weg bereikbaar via de B9 vanuit Nijmegen en Goch. Via de B220 bereikt men Emmerik, Doetinchem en Arnhem. De B57 voert binnendoor naar Krefeld via onder meer Kalkar en Xanten. Op korte afstand liggen de autosnelwegen A57 naar Krefeld, Düsseldorf en Keulen alsmede de A3 naar onder andere Oberhausen en Duisburg.

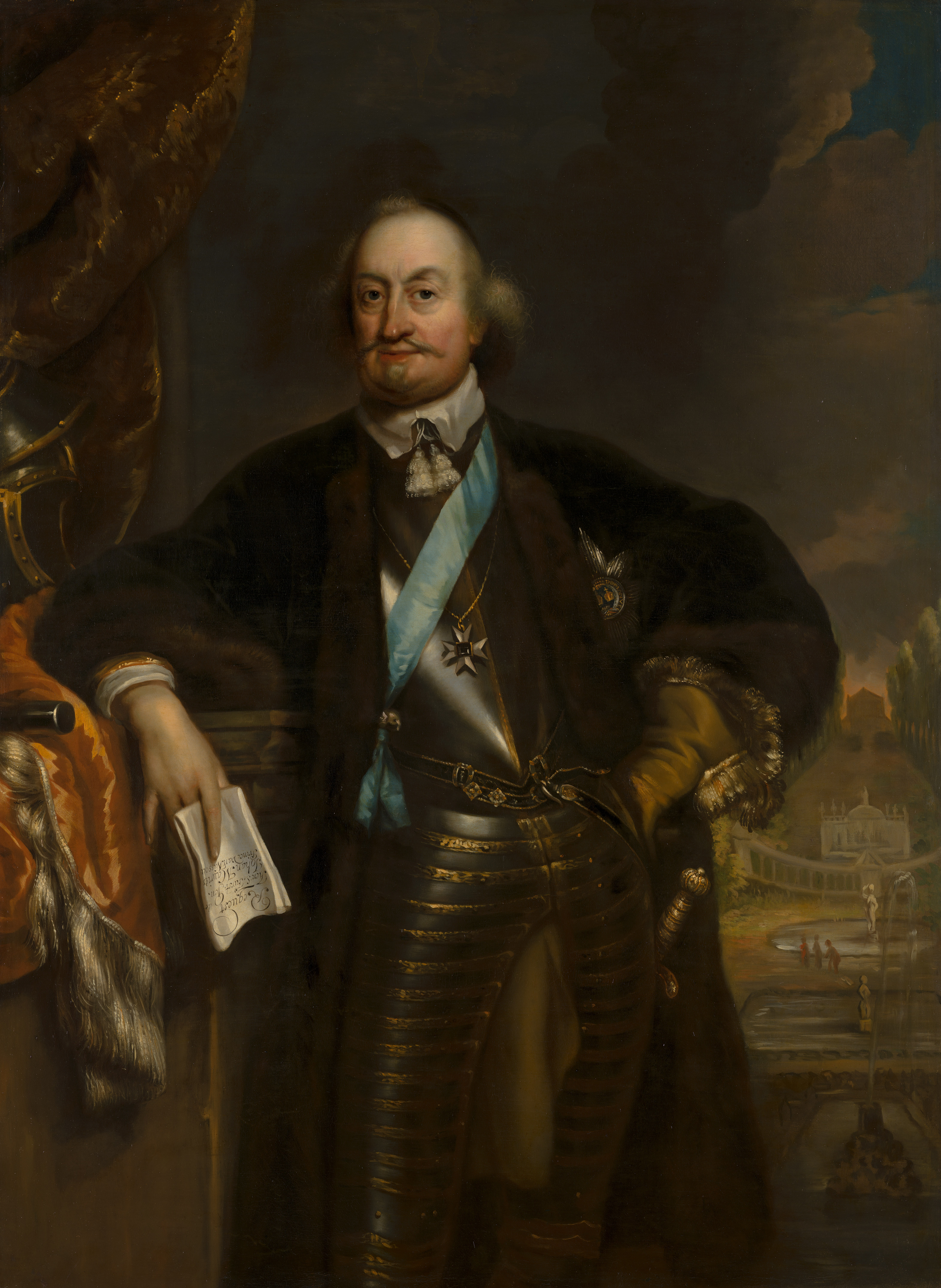
Johan Maurits van Nassau-Siegen met op de achtergrond De Kleefse tuinen

## Fietsverkeer
Kleef is vanuit Nijmegen en Groesbeek bereikbaar via het fietspad Europa-Radbahn dat werd geopend voor het publiek in juni 2019. Voor het fietspad werd deels gebruik gemaakt van het vroegere spoor Nijmegen-Kleef. Ook hebben de meeste toegangswegen naar Kleve parallelle fietspaden die gemakkelijk fietsen mogelijk maken. Reeds in de jaren zestig van de 20e eeuw maakte een dag Kleef deel uit van de Nijmeegse fietsvierdaagse.

## Bekende personen uit Kleef

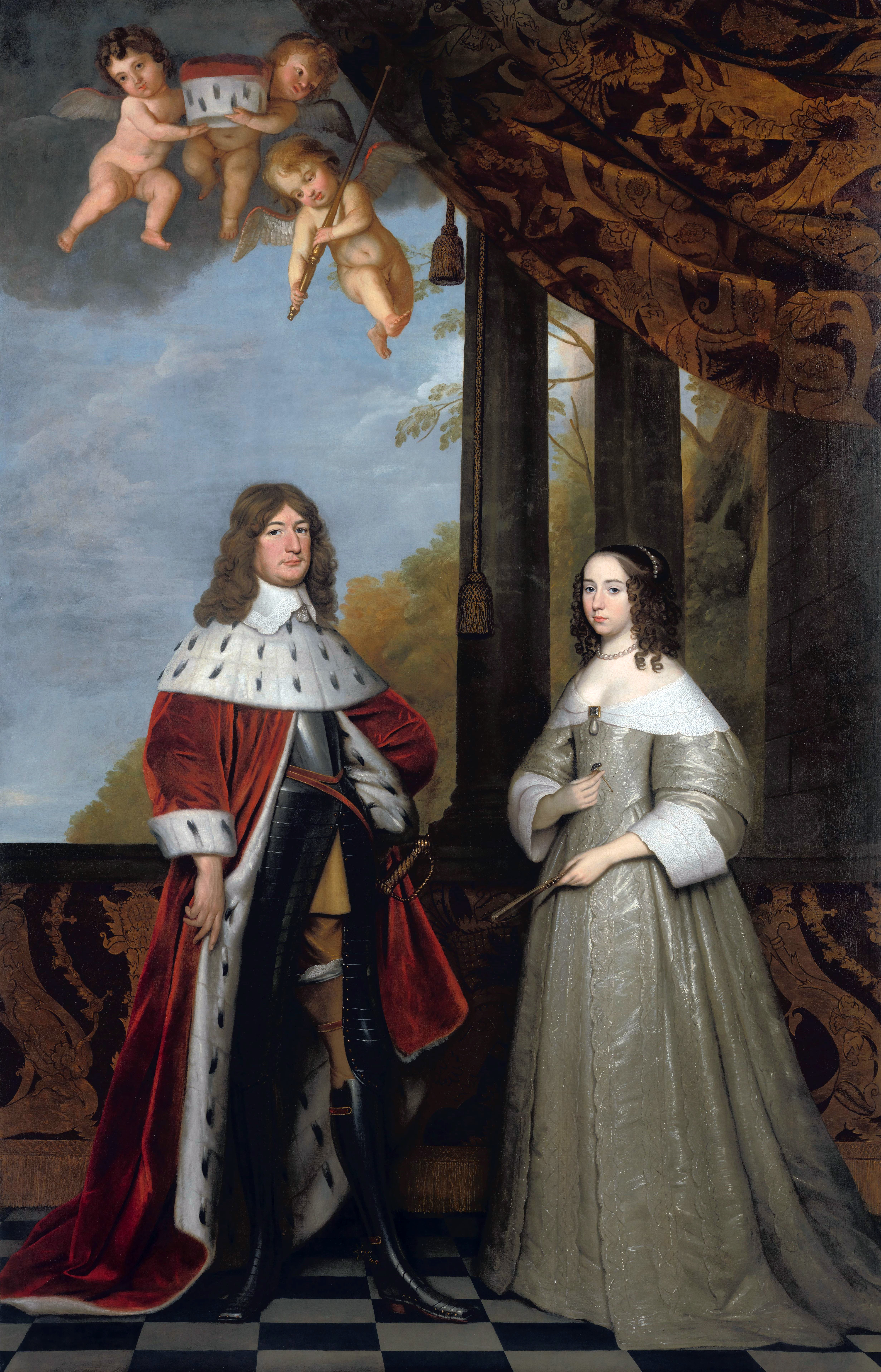
Portret van Friedrich Wilhelm I, keurvorst van Brandenburg en zijn echtgenote Louise Henriëtte van Nassau tijdens hun verblijf in Kleef

### Johan Maurits van Nassau-Siegen
Johan Maurits van Nassau-Siegen (1604-1679), stadhouder van de keurvorst Frederik Willem I van Brandenburg, werd in 1647 stadhouder van Kleef en deze gaf hier uitvoering aan een politiek van religieuze tolerantie. Hij was zelf calvinist, maar katholieken konden in Kleef blijven wonen en ook joden werden toegelaten. Daarnaast begon hij direct met ingrijpende landschappelijke veranderingen. Daarvoor haalde hij zijn oude kennis, Jacob van Campen naar Kleef. Bij zijn paleis Haus Freudenberg en op andere plaatsen rond de stad Kleef liet Johan Maurits imposante classicistische parken met kanalen en fonteinen en stervormige stelsels van lanen in de reeds bestaande bossen aanleggen.
De stadhouder hield van wetenschap en kunst en cultuur. De meeste van de bouwwerken, bestuursgebouwen en ook weer eigen residenties, zijn in de laatste Wereldoorlog te gronde gegaan, maar het schitterende park aan de voet van de Sternberg ligt er nog in zijn volle glorie. Ook de beroemde Nassauerallee, een lindelaan, is er nog. Johan Maurits bestelde kort na zijn aantreden zeshonderd lindebomen in Holland. Die kwamen te staan langs een kaarsrechte laan. Dit maakte zo’n indruk op de keurvorst, dat deze hetzelfde wilde in Berlijn. Unter den Linden en de Tiergarten werden aangelegd naar het voorbeeld van de parken in Kleef. In 1663 haalde hij de architect Pieter Post naar Kleve om de Schwanenburg in een barokstijl aan te passen.

### Andere bekende personen
- Anna van Kleef (1515-1557), vierde echtgenote van de Engelse koning Hendrik VIII (woonachtig)
- Govert Flinck (1615-1660), Nederlands schilder (beroemd leerling van Rembrandt) (geboren)
- Friedrich Wilhelm I (1640-1688), keurvorst van Brandenburg (1620-1688) en zijn echtgenote;
- Louise Henriëtte van Nassau (1627-1667), gravin van Nassau, keurvorstin van Brandenburg, en oudste dochter van Frederik Hendrik van Oranje en Amalia van Solms.
- Willem Hendrik van Brandenburg (1648-1649), keurprins van Brandenburg, geboren en gedoopt in Kleef, eerste zoon van keurvorst Friedrich Wilhelm I en keurvorstin Louise Henriette van Nassau.
- Nicolaas Heinsius (1656-1718), geneesheer van de keurvorst van Brandenburg (genoemd aldaar in 1687)
- Christian Peter Beuth (1781- 1853), politicus en industrieel vernieuwer
- Heinrich Berghaus (1797-1884), Duits geograaf (geboren)
- Barend Cornelis Koekkoek (1803-1862), Nederlands romantisch landschapsschilder (woonachtig van 1834 tot 1862)
- Joachim Murat (1767-1815), Groothertog van het Groothertogdom Berg en Kleef tijdens de Napoleontische jaren.
- Joseph Beuys (1921-1986), beeldhouwer en politiek activist, jeugd in Kleef-Rindern, van 1957 t/m 1964 atelier in het voormalige Kurhaus.
- Werner Thissen (1938-2025), geestelijke en aartsbisschop van de Rooms-Katholieke Kerk
- Jürgen Möllemann (1945-2003), Duits politicus (FDP), Voormalig Federaal Minister.
- Klaus Steinbach (1953), zwemmer en president van de  Nationales Olympisches Komitee .
- Willi Lippens (1945), voetballer.

## Partnersteden
- Fitchburg (Verenigde Staten)
- Ronse (België)
- Worcester (Verenigd Koninkrijk)
- Ameland (Nederland)

## Aangrenzende gemeenten
| Aangrenzende gemeenten | Aangrenzende gemeenten | Aangrenzende gemeenten | Aangrenzende gemeenten | Aangrenzende gemeenten |
| ---------------------- | ---------------------- | ---------------------- | ---------------------- | ---------------------- |
| Berg en Dal (NL)       |                        | Zevenaar (NL)          |                        | Emmerik                |
|                        |                        |                        |                        |                        |
| Kranenburg             |                        |                        |                        |                        |
|                        |                        |                        |                        |                        |
|                        |                        | Goch                   |                        | Bedburg-Hau Kalkar     |

## Afbeeldingen

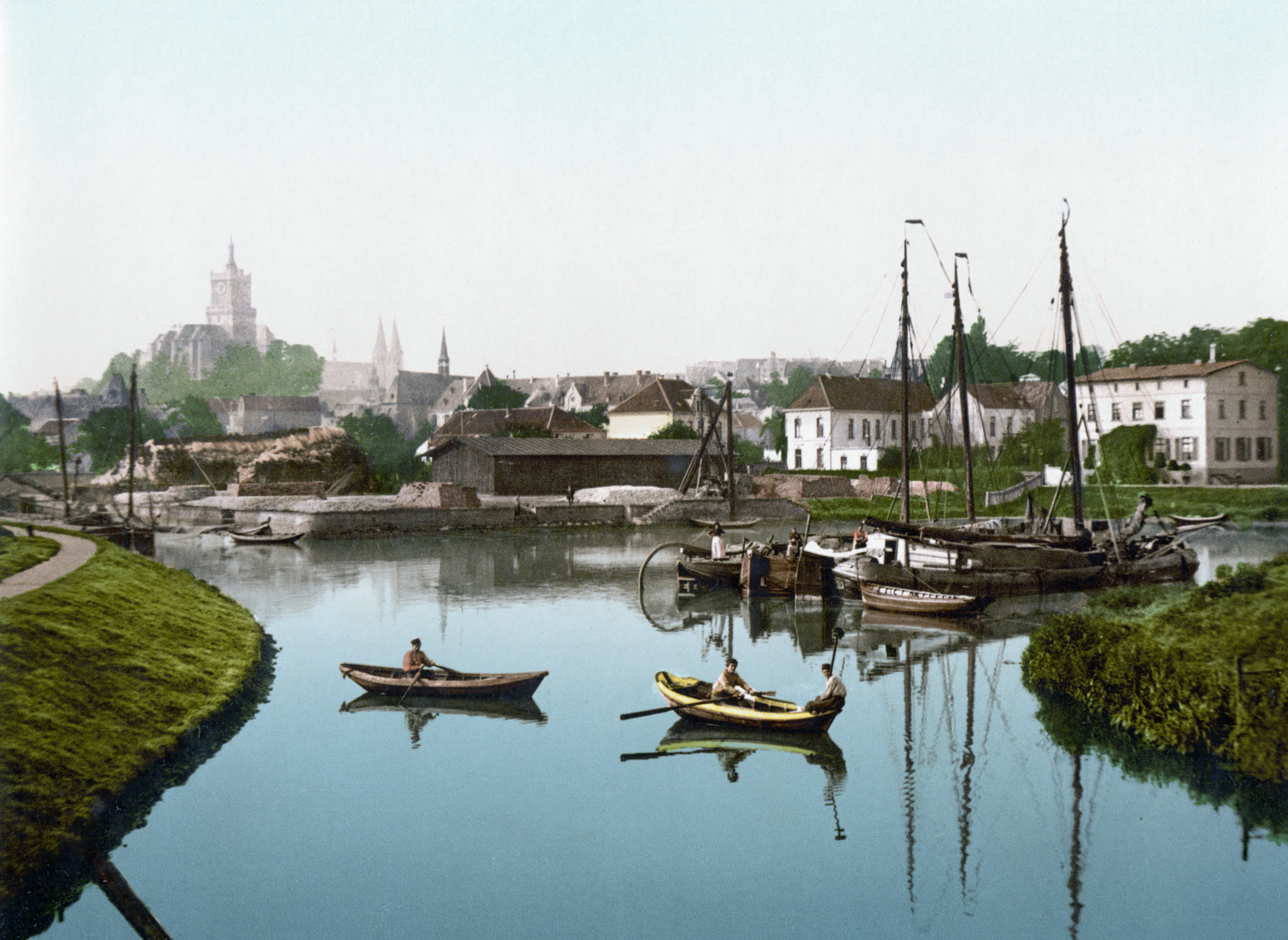
Gezicht op Kleef rond 1895
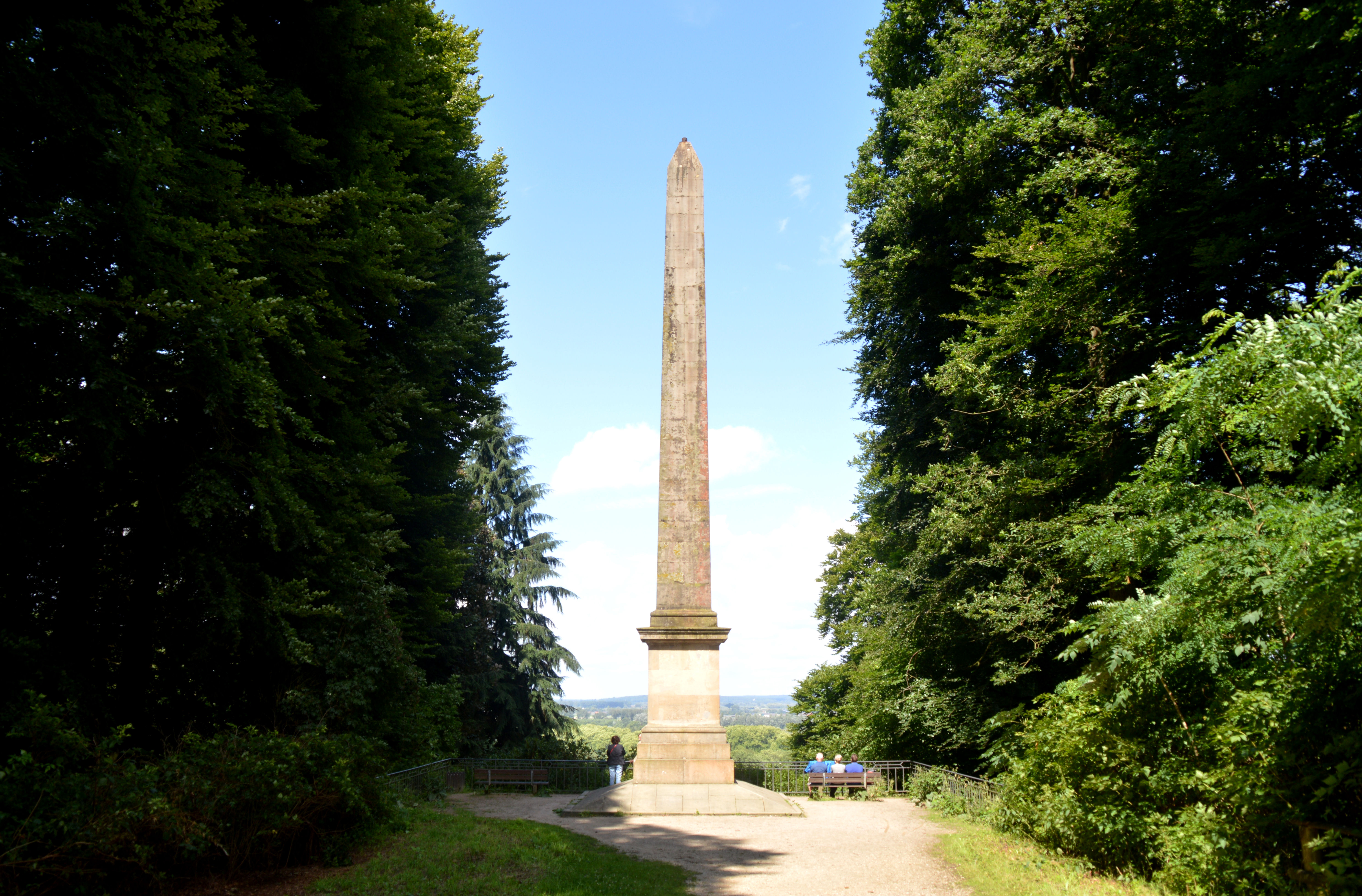
Obelisk op uitzichtpunt Springenberg
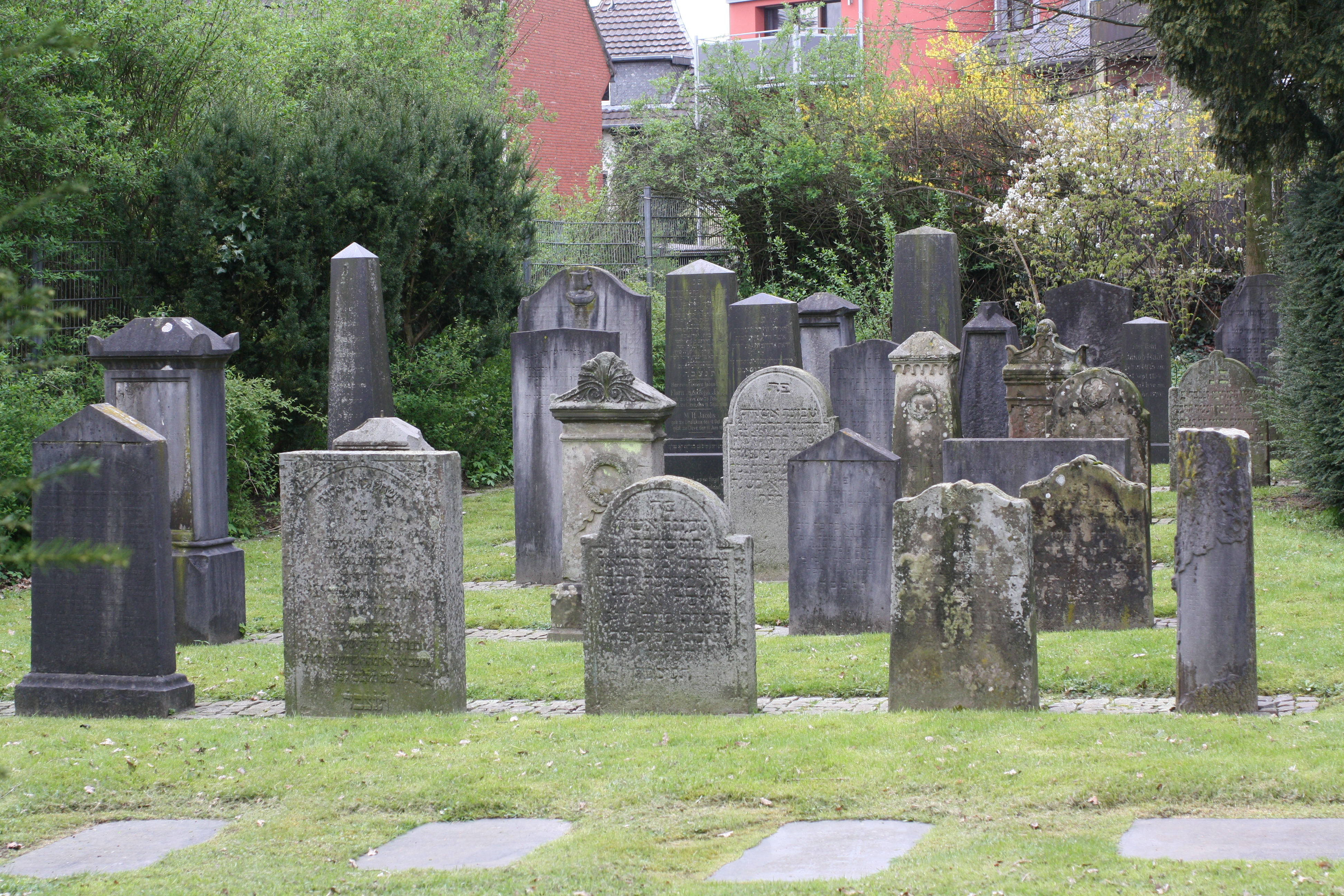
Joods kerkhof
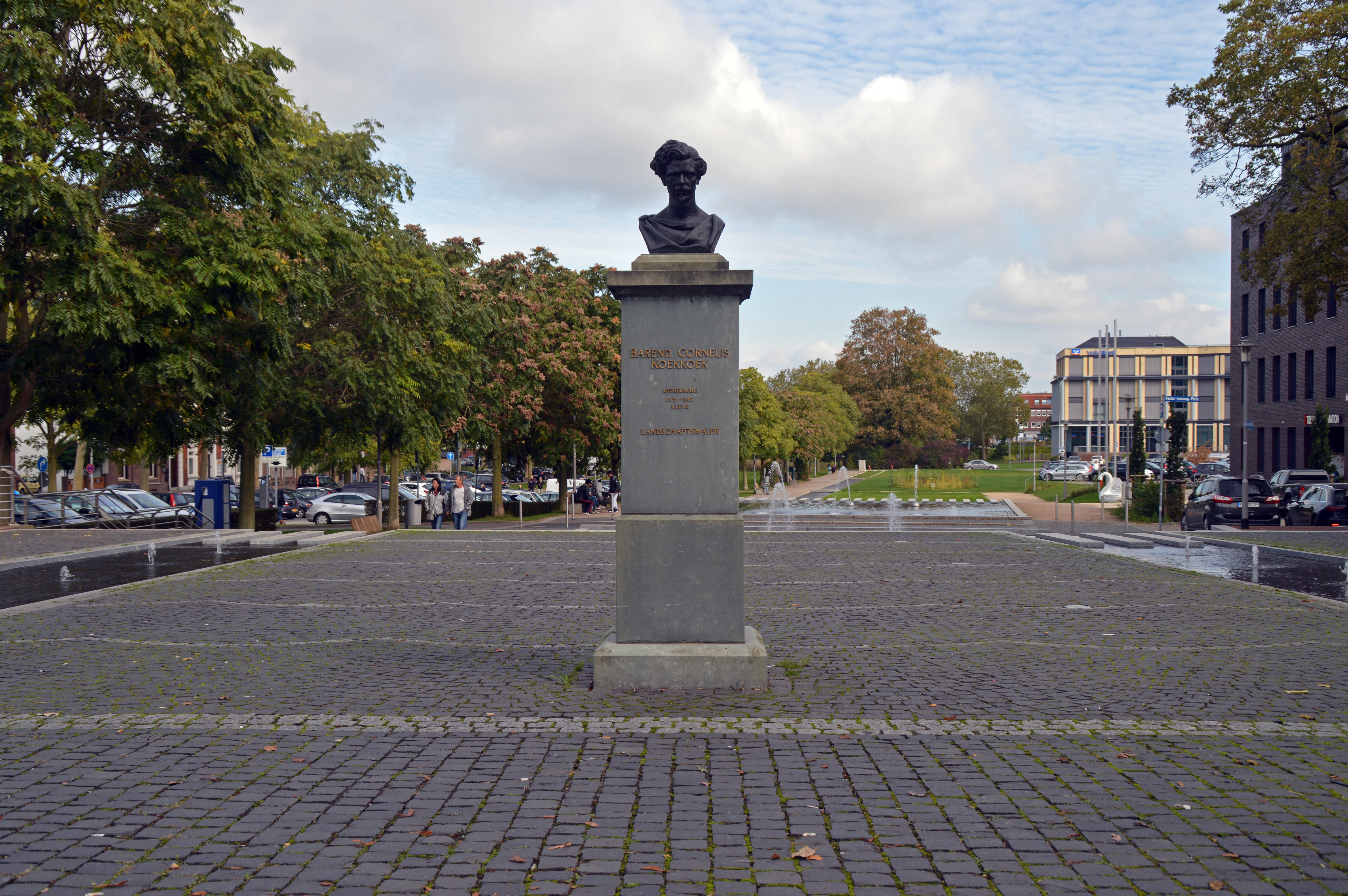
Borstbeeld Berend Cornelis Koekoek
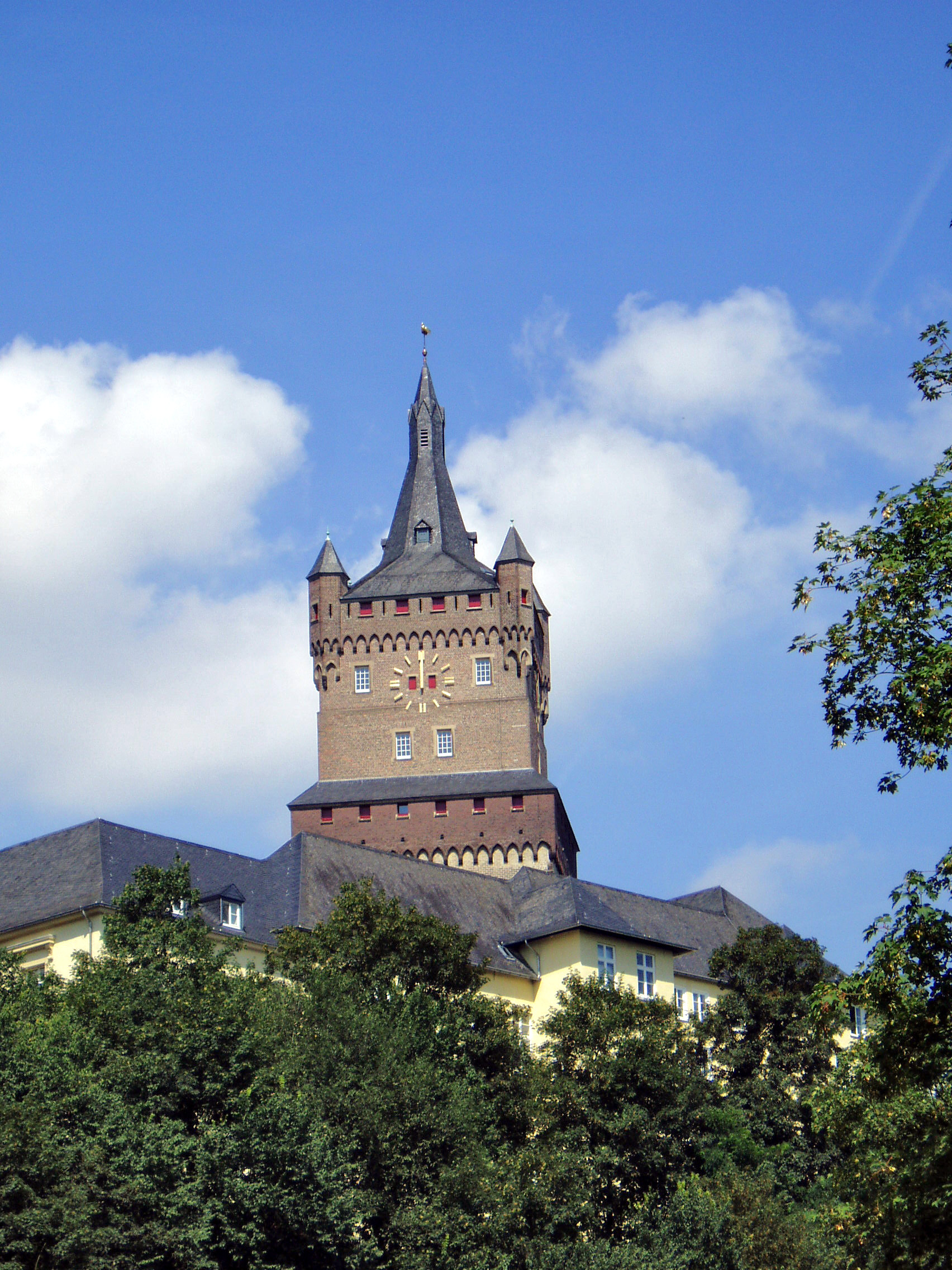
Kasteel Schwanenburg
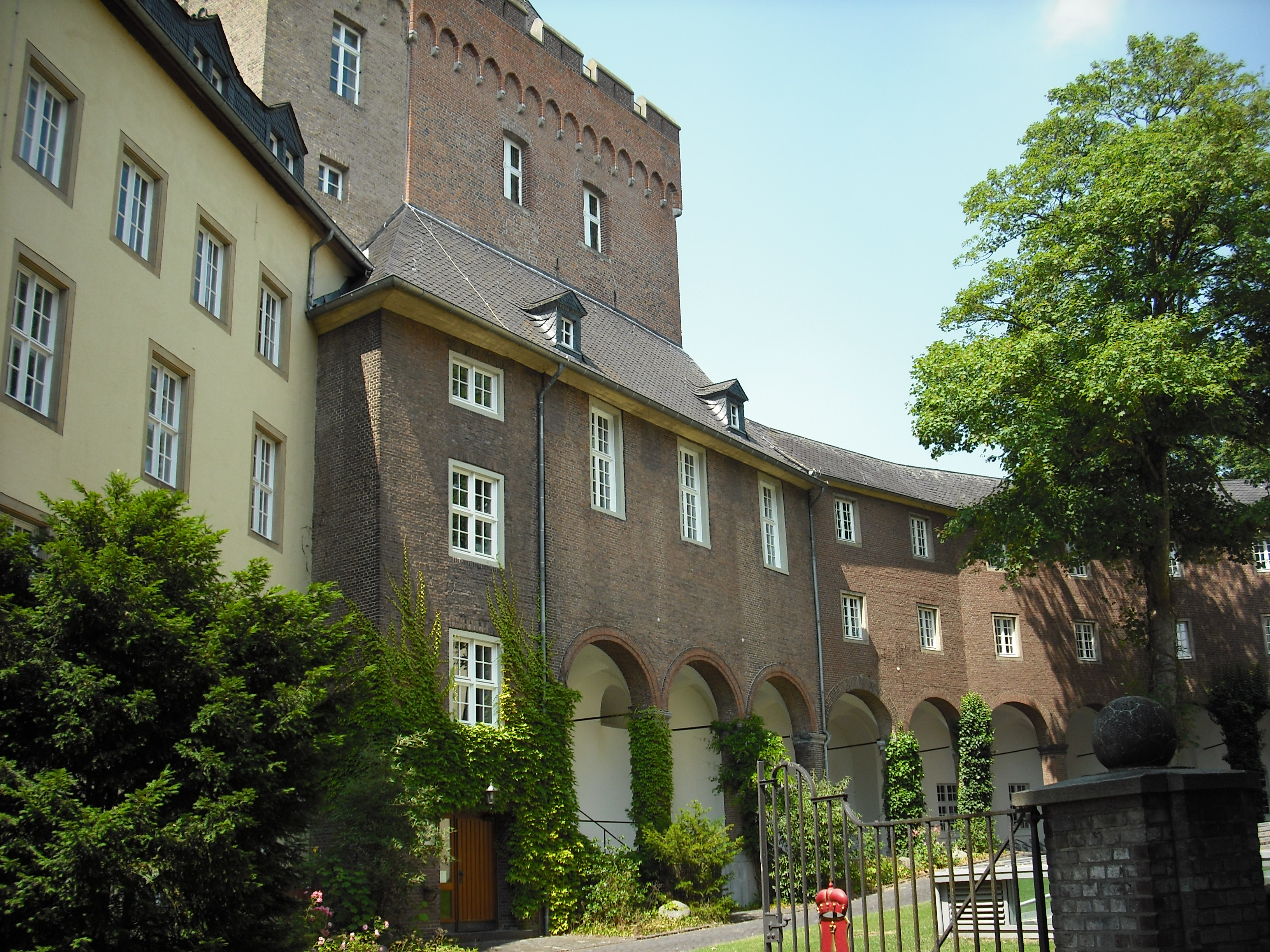
Binnenterrein Schwanenburg
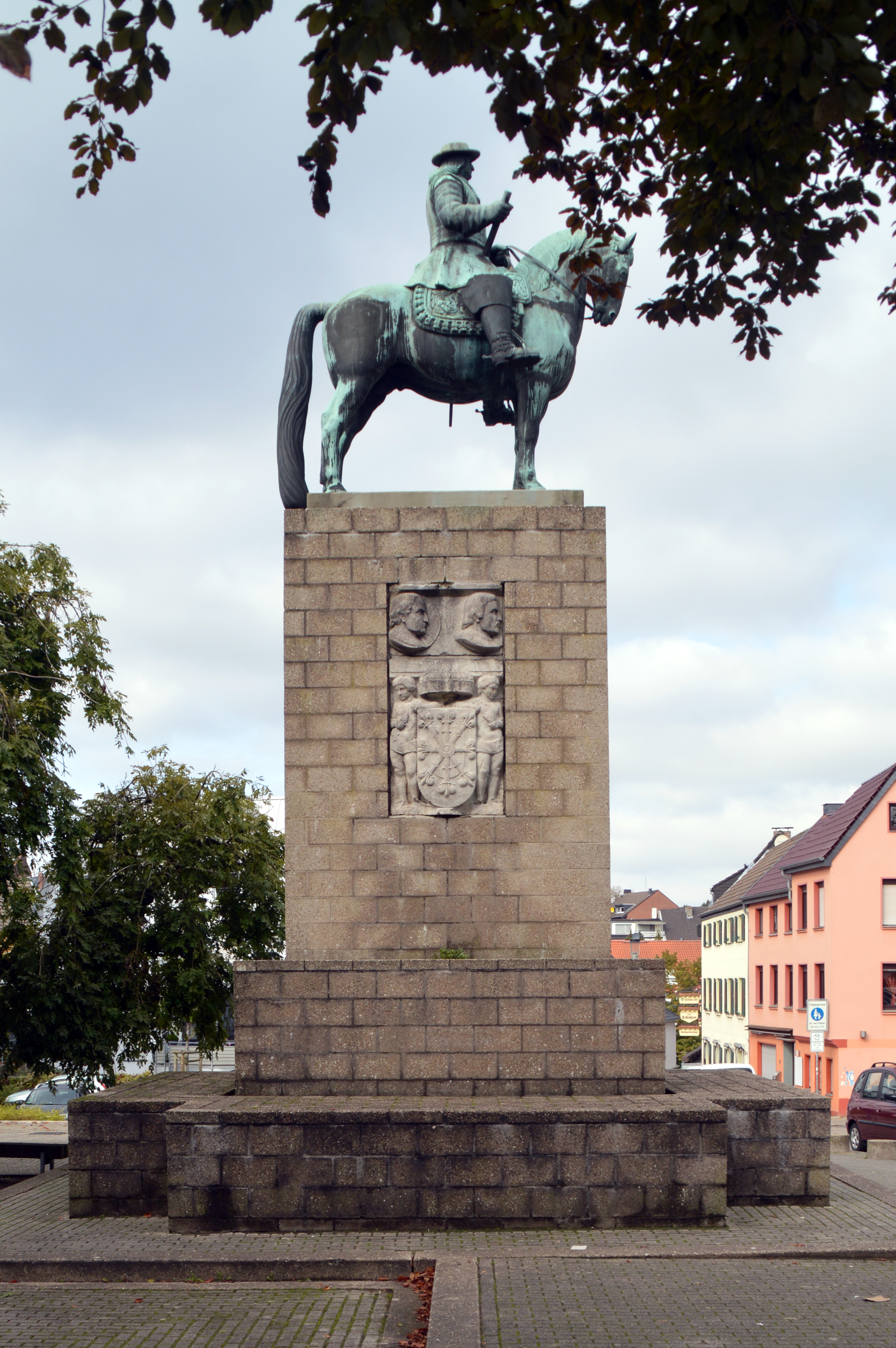
Standbeeld van keurvorst Frederik I
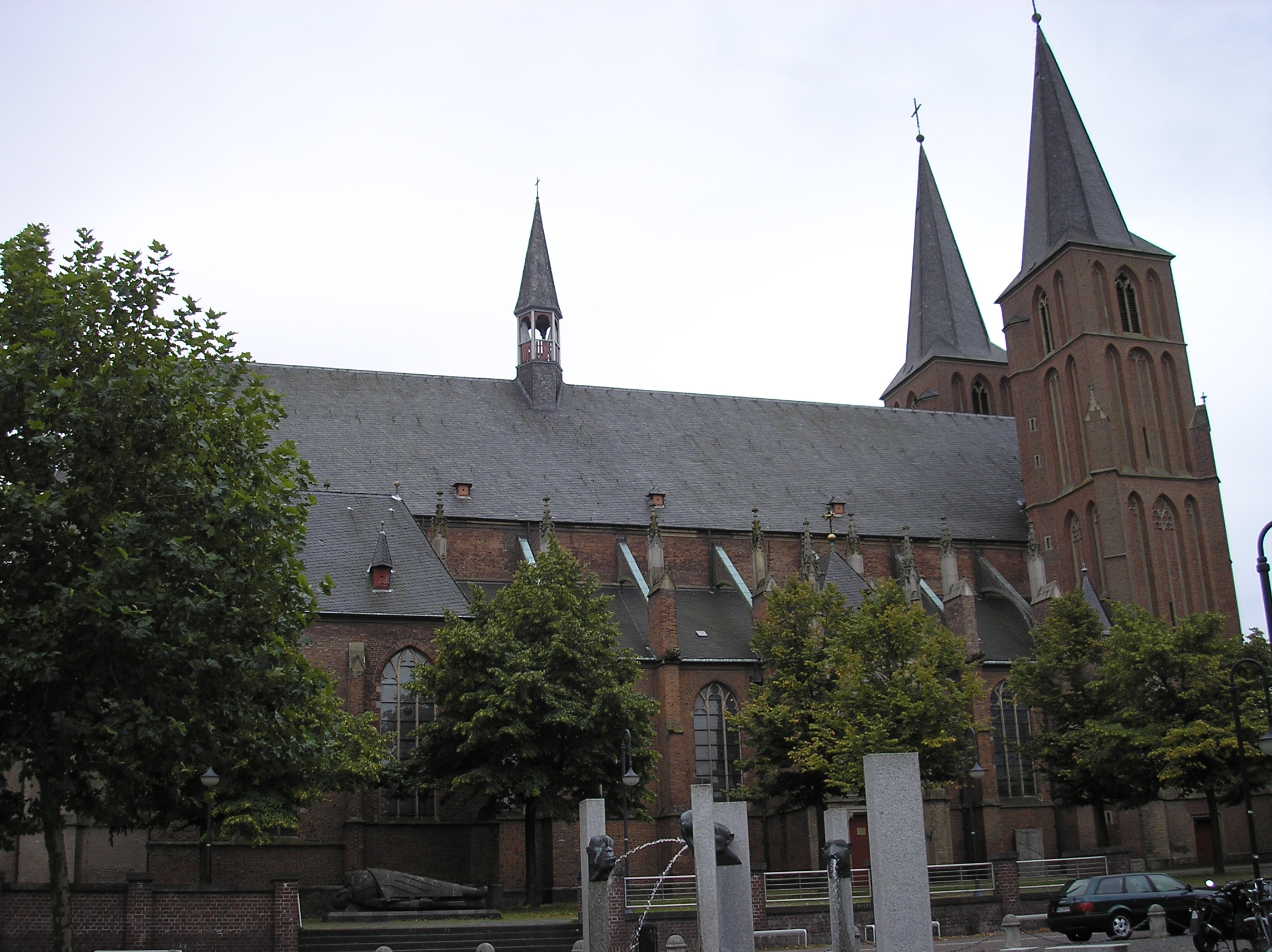
Stiftskirche
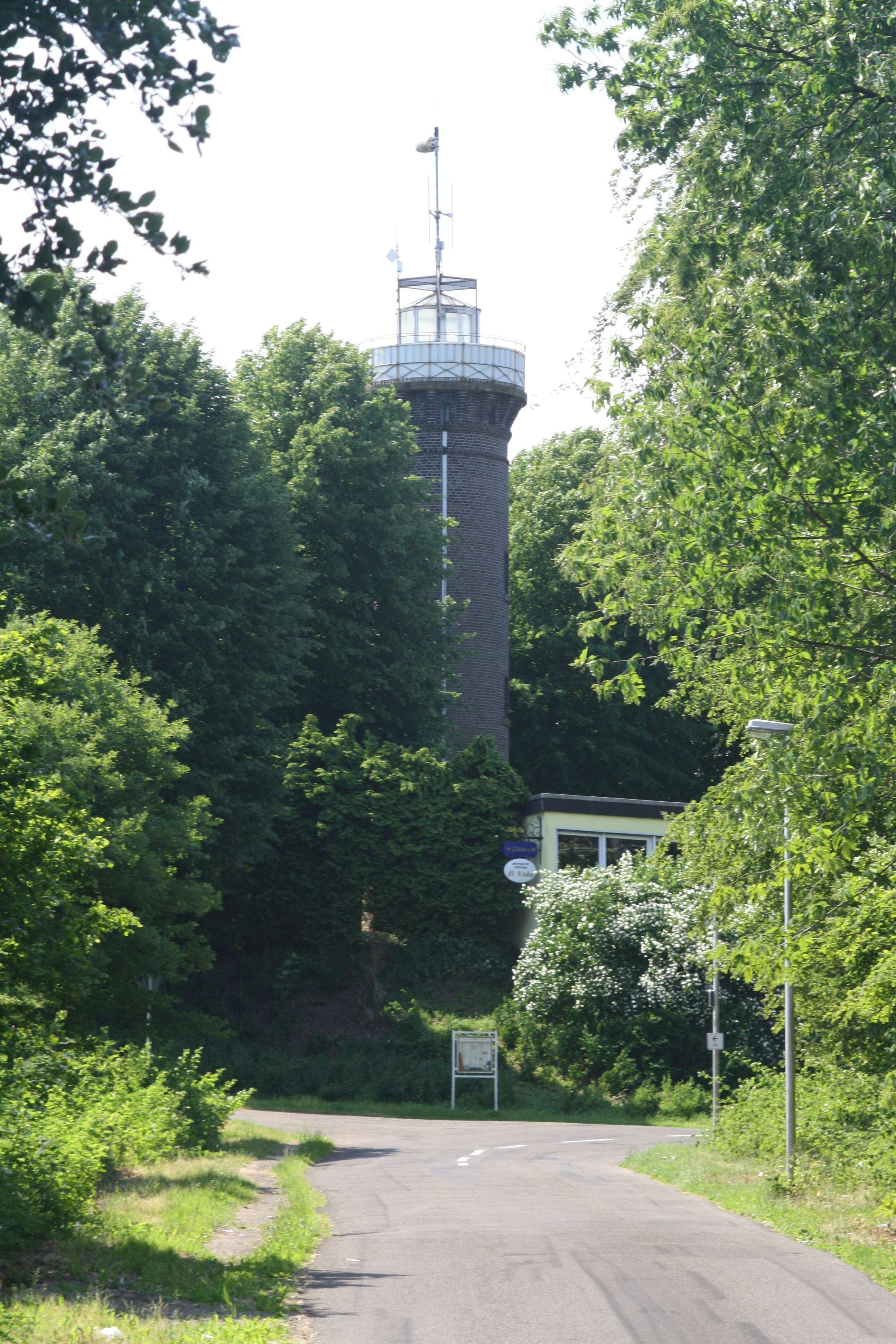
Uitkijktoren op de Kleverberg
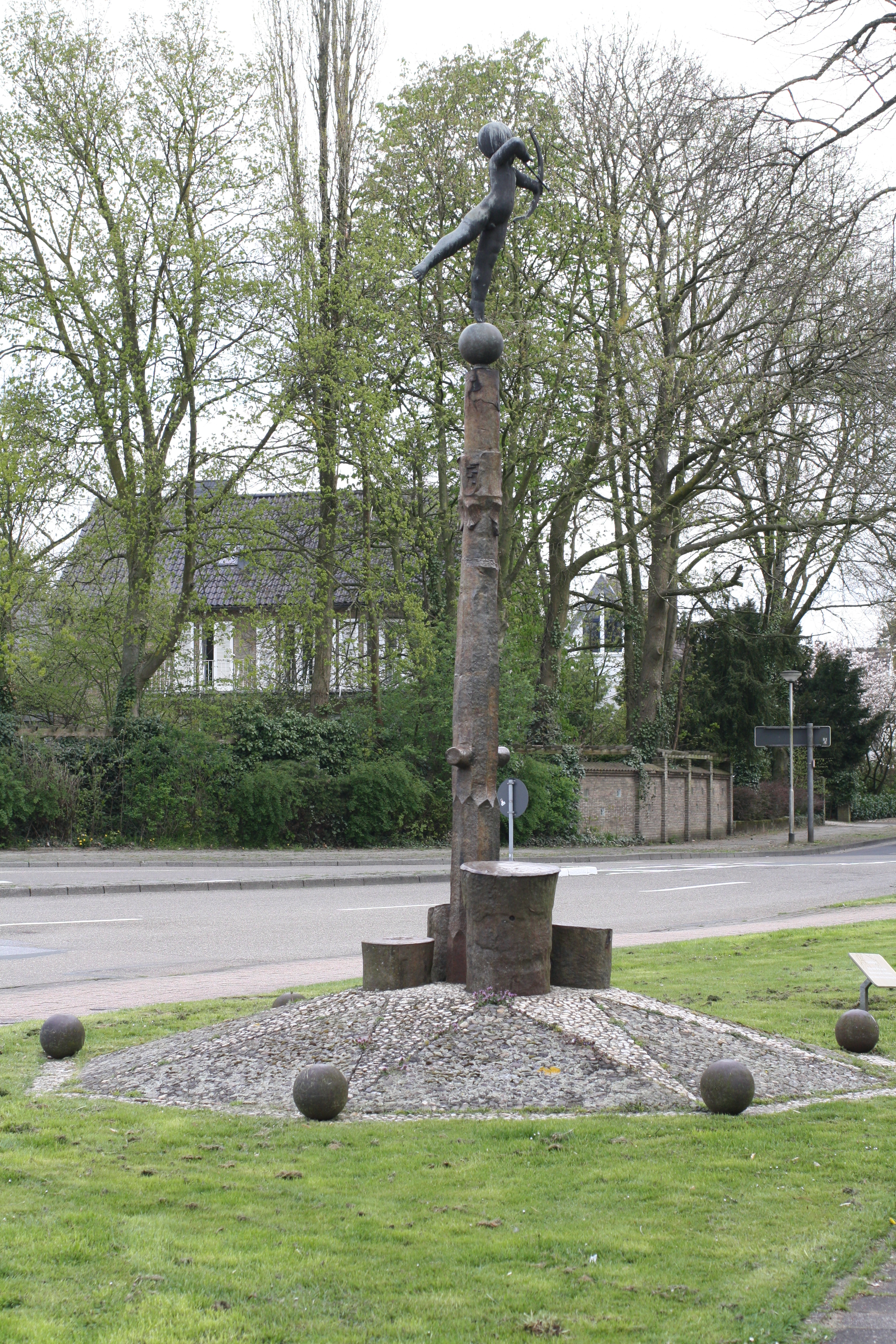
Cupido zuil - Dieter von Levetzow
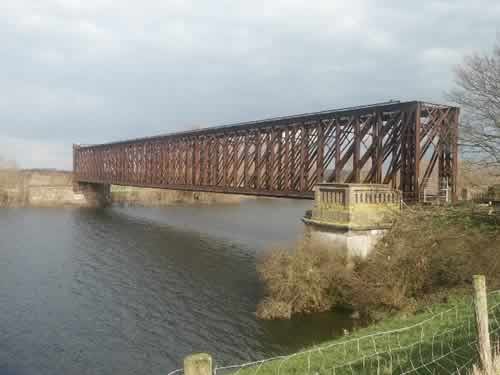
Historische spoorbrug over de Altrhein bij Griethausen
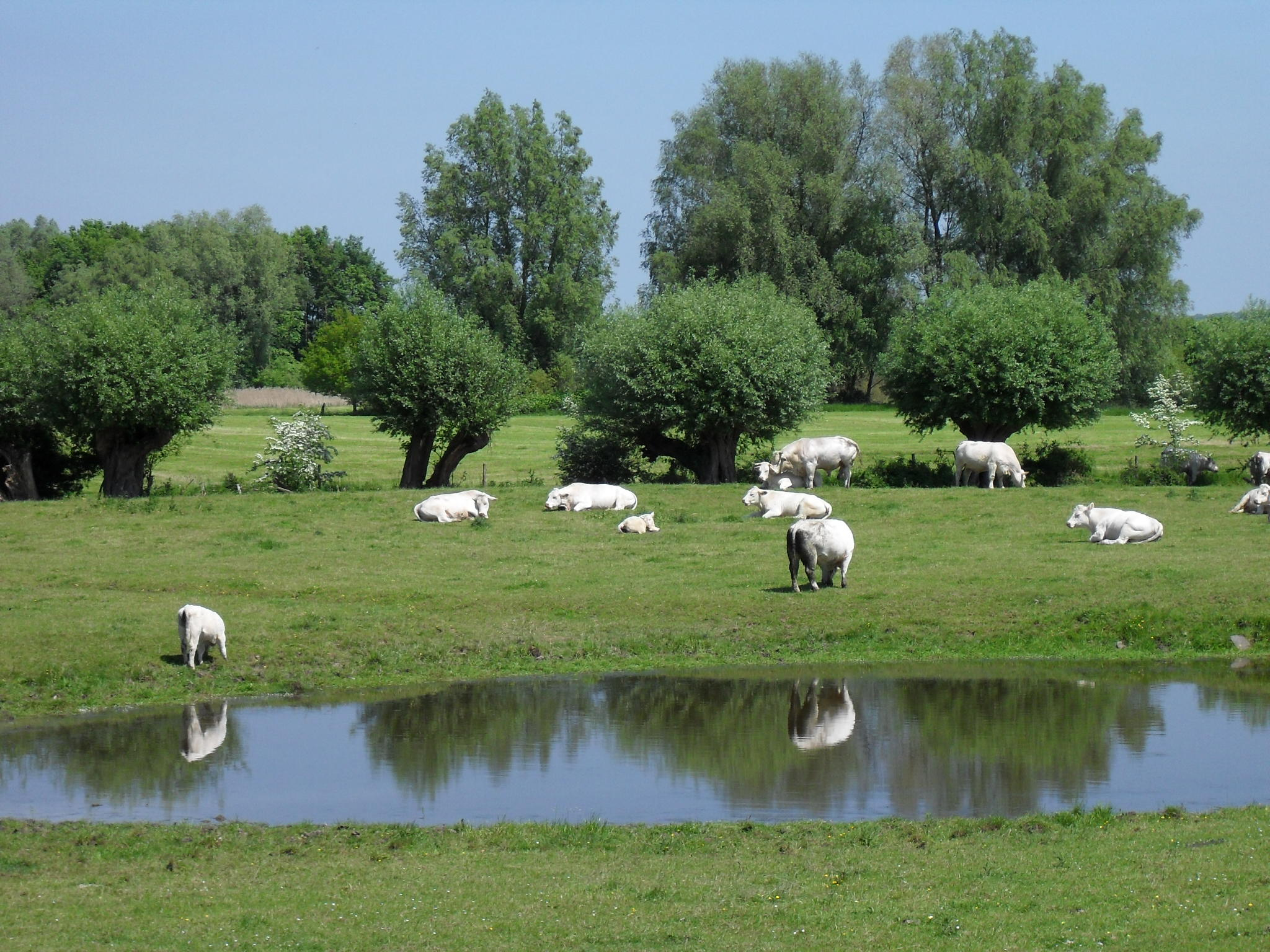
Idylle aan de Drüsusdijk (Drüsusdeich) tussen Rindern en Düffelward
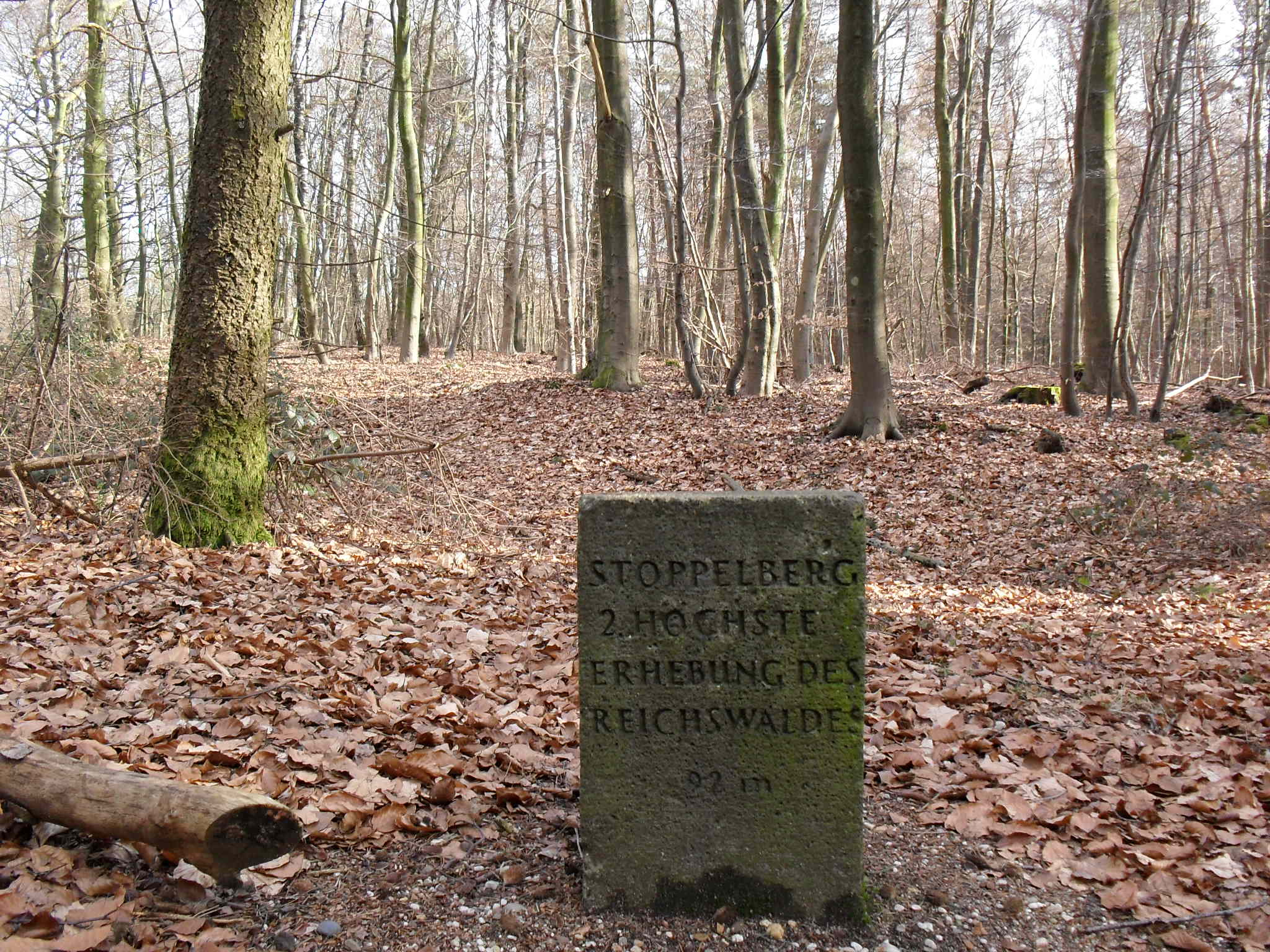
Basalten markeringssteen van de Stoppelberg in Materborn, de op een na hoogste top in het Reichswald

## Trivia
- In Kleef werd de eerste (vriendschappelijke) voetbalinterland Duitsland-Nederland (2-1) gespeeld op 16 oktober 1910.